# Stockholm stadion
Stockholm stadion, Stockholmski stadion ili samo Stadion je arena smještena u Stockholmu u sjevernom dijelu naselja Djurgården.

## Izgradnja i inauguracija arene
Gradnja stadiona počela je 1910. na inicijativu Švedskog sportskog saveza za Olimpijske igre 1912. koje su se trebale održati u Stockholmu. Nekada je na tom mjestu bio Sportski park a teniski tereni koji su bili u blizini su pomjereni. Stadion je izgrađen u nacionalno-romantičkom stilu sa zidovima od helsingborgske opeke. Svečano otvorenje je bilo 1. lipnja 1912. Cijena projekta koštala je 1,25 milijuna švedskih kruna.
Iako su ljetne Olimpijske igre 1956. održane u Melbourneu sportska natjecanja u jahanju održana su na ovom stadionu. Svih 14 417 mjesta su sjadeća i ne postoji mogućnost proširenja.
Dimenzije nogometnog igrališta su 105 x 68 metara. Krug oko nogometnog igrališta je duljine 400 m i ima osam staza. Nedaleko od stadiona je stacionirana stanica podzemne željeznice.

## Manifestacije
Stadion je služio uglavnom kao domaćin lokalnim nogomentnim klubovima poput AIKa, Djurgårdens IF, IF Brommapojkarna ali i Švedska nogometna reprezentacija je znala igrati mečeve na ovom stadionu. Švedsko prvenstvo u bendiju je odigrano na stadionu oko 50 puta. Na ovom stadionu je postignut i rekordan broj gledatelja jedne bendi utakmice u Švedskoj s 28 848 posjetitelja. Stockholm Marathon starta izvan stadiona a na stadionu se održava i Nordic Light Open jedino skandinavsko-baltičko preofesionalno natjecanje u tenisu za žene. Stockholmsko međunarodno atletsko natjecanje održava se na stadionu svake godine.
Na ovom stadionu održali su koncerte između ostalih: Michael Jackson, Rolling Stones, Kiss, Iron Maiden, Gyllene Tider, Depeche Mode, Muse,  Metallica, Dire Straits, Rod Stewart, Bruce Springsteen, Coldplay, Elton John,AC/DC. Robbie Williams.

## Vanjske poveznice
|  | Zajednički poslužitelj ima još gradiva o temi Stockholm stadion |